# کیوواکی
کیوواکی (به لهستانی:  Kiewłaki) یک روستا در لهستان است که در گمینا برانگسک واقع شده‌است.
 کیوواکی  ۱۶۰ نفر جمعیت دارد.